# Drypetes bakembei
Drypetes bakembei là một loài thực vật có hoa trong họ Putranjivaceae. Loài này được D.J.Harris & Wortley mô tả khoa học đầu tiên năm 2006.